# 芦浜原子力発電所
芦浜原子力発電所（あしはまげんしりょくはつでんしょ）は、中部電力が三重県度会郡南島町（現南伊勢町）と紀勢町（現大紀町）にまたがる芦浜地区への建設を計画していた原子力発電所である。日本の原子力発電所の誘致活動で初めて賄賂罪の逮捕者が出たほか、地元の住民や自治体の反対もあり、2000年に計画の白紙撤回が表明され、事実上計画は中止された。なお、現在も中部電力が元計画地の土地の所有を継続している 。

## 計画
中部電力は1963年、熊野灘沿岸への原子力発電所建設計画を公表し、翌1964年に芦浜地区を候補地を決定した。しかし1966年には地元の漁業関係者が衆議院科学技術振興対策特別委員会の視察を阻止する「長島事件」が発生するなど、計画当初から反対運動が行われていた。そのため1967年には当時三重県知事の田中覚が計画を棚上げした。
1975年には紀勢町町長選挙で原子力発電所推進論者が当選。しかし町長は町への多額の寄付金のほかに、個人的に金銭を要求した疑いが浮上して任期を全うできずに辞職。1978年1月22日には、この前町長が収賄で、中国電力津支店の支店長代理が収賄の容疑で逮捕された。さらに中部電力の調査所長も贈賄容疑で逮捕している。この時点で中部電力が紀勢町につぎ込んだ寄付金等は、3億円を超えていると見られていた。町内の小学校体育館や公民館の建設費用は中部電力からの寄付金で賄われており、「金が足りなくなったら中電に頼め」という風潮が出来上がっていた。
一方で、1977年に国は芦浜地区を要対策重要電源に指定。1984年には三重県も原発関連の予算を計上し、三重県議会も立地調査推進を決議するなど建設に向けた動きは進んだ。1994年には、南島町古和浦漁協と紀勢町錦漁協も調査の受け入れに同意。しかしなお各漁協で対応が分かれていた。
1996年には、南島町芦浜原発阻止闘争本部が、県民81万2335人の反対署名を三重県知事北川正恭に提出した。これを受けて1997年3月に三重県県議会は調査・建設の冷却期間を置くよう求めていた南島町の請願を全会一致で採択した。同年7月に県は中部電力に対して、立地予定地からの社員引き上げを正式に要請し、1999年まで冷却期間となった。1999年には北川が国内やドイツの原発を視察したほか、南島町・紀勢町から意見聴取を行っていた。

### 白紙撤回
2000年2月22日、北川は県議会で「計画の推進は現状では困難、白紙に戻すべきだ」と表明した。その理由として、計画発表から37年もの間地元住民を苦しめてきたのは三重県にも責任があるとした。また「電源立地にかかる四原則三条件」を満たしていないと述べた。当時、県民の53%、南島町民の86%が原発に反対していた。一方で紀勢町では原発推進派の勢いが勝っていた。
中部電力としては、原子力発電所を静岡県の浜岡1か所に頼っているという現状があり、是が非でも芦浜地区に原子力発電所を建設したいという思惑があった。しかし三重県知事の発言を受けて、中部電力社長の太田宏次は計画を白紙に戻すことを表明した。
北川は2018年の取材に対して、白紙撤回要請を決断した理由について。原発への賛否で地域社会が分断されている状況に心を痛めたことと、バブル崩壊後に電力需要が減少し、中部電力にとっても地元対策経費が負担になっていると知ったことを挙げている。    
国は2010年までに原発を16から20基増設することを計画していた。しかし1999年に発生した東海村JCO臨界事故と芦浜原発の白紙撤回は、この計画に大きな影響を与えたと言われている。

## 参考記事
- 『中日新聞』、2000年2月22日夕刊（第20670号）

## 参考書籍
- 北村博司、『芦浜原発はいま』、現代書館、ISBN 4-7684-5543-3
- 北村博司、『原発を止めた町』、現代書館、ISBN 4-7684-6808-X
- 朝日新聞津支局、『海よ!―芦浜原発30年』、風媒社、ISBN 4-8331-1033-4
- 北村博司、『原発を止めた町 新装版――三重・芦浜原発三十七年の闘い』、現代書館、ISBN 4-7684-5660-X
- 柴原洋一、『原発の断りかた ぼくの芦浜闘争記』、月兎舎、ISBN 4-9072-0816-2